# Vicente Llovera Codorníu
Vicente Llovera Codorníu (11 de agosto de 1870- 29 de agosto de 1933) fue un político, profesor universitario y abogado español, segundo comisario regio de la Universidad de Murcia, cargo equivalente al de rector, presidente de la Diputación Provincial de Murcia y diputado del Congreso durante cinco años.

## Biografía
Llovera Codorníu era sobrino de Ricardo Codorníu y Stárico y estaba comprometido con los intereses políticos de Juan de la Cierva (de ahí llamado ciervista), de índole conservadora. Estuvo implicado en todos los procesos de la política murciana hasta su muerte.
Hay un retrato suyo pintado por José María Falgas en la Galería de Rectores de la Universidad de Murcia.
Fue propietario del Palacio de los Saavedra (actual Colegio Mayor Azarbe) desde 1920, fecha en que lo heredó de su padre, quién lo había comprado a Antonio Saavedra Rodríguez (Conde de Alcudia).

## Obra
Participó en la iniciativa de creación de la Universidad de Murcia en su calidad de presidente de la Diputación Provincial, y formó parte del claustro de profesores fundadores, en ese momento como catedrático interino. En 1916, tras el repentino fallecimiento del primer comisario regio Andrés Baquero Almansa, le sucedió en el cargo, nombrado por Real Orden el 24 de enero de 1916, puesto que ostentó hasta 1918 en que fue nombrado José Lostau.
Se conserva una carta suya en el Archivo General de la Región de Murcia al Director del Instituto y Presidente del Patronato informándole de una comunicación del subsecretario del Ministerio de Instrucción Pública y Bellas Artes por la que se dispone que pase a posesión de la universidad de Murcia el edificio de la Escuela Graduada del Carmen, así como también el campo de prácticas anejo.
Fue Comisario Regio de la Universidad de Murcia desde 24 de enero de 1916 hasta 23 de abril de 1918, así como presidente del Casino de Murcia (1917-1921).
También fue vicepresidente de la Comisión Provincial y presidente de la Diputación Provincial en 1914.
Formó parte de las Juntas de Gobierno del Colegio de Abogados de Murcia en los periodos: 1922-1927 y 1929 ; 1930-1931 ; 1932-1933.
Fue diputado a Cortes por el distrito de Yecla en las legislaturas de 1919, 1920, 1921 – 1922, y 1923.
Compaginó estos cargos con la enseñanza como profesor auxiliar de la Sección de Letras Instituto Provincial de Segunda Enseñanza Alfonso X el Sabio de Murcia y profesor de derecho político en la nueva Universidad de Murcia.